# Néférourê (fille de Ramsès II et de Maâthornéferourê)
Pour l’article homonyme, voir Néférourê.
Néférourê (sûrement née à Pi-Ramsès, en l'an 35 du règne de Ramsès II), est la fille que Ramsès II a eue de Maâthornéferourê, princesse hittite, devenue grande épouse royale.
Néférourê, dont le nom signifie la beauté de Rê, est, par sa mère, la petite-fille du roi hittite Hattushili III et de sa femme Puduhepa. 
Son destin n'est pas connu.